# Utiaritichthys longidorsalis
Utiaritichthys longidorsalis är en fiskart som beskrevs av Jégu, Tito de Morais och Santos 1992. Utiaritichthys longidorsalis ingår i släktet Utiaritichthys och familjen Characidae. Inga underarter finns listade i Catalogue of Life.